# Monte Alegre de Minas
Monte Alegre de Minas este un oraș în Minas Gerais (MG), Brazilia.